# Журавець розлогий
{{#ifeq:0|0|{{#if:|{{#if:Geraniumdivaricatum|[[]}}|}}}}
Журавець розлогий, герань розчепірена (Geranium divaricatum) — вид рослин родини геранієві (Geraniaceae), поширений у більшій частині Європи, західній і південно-західній Азії.

## Опис

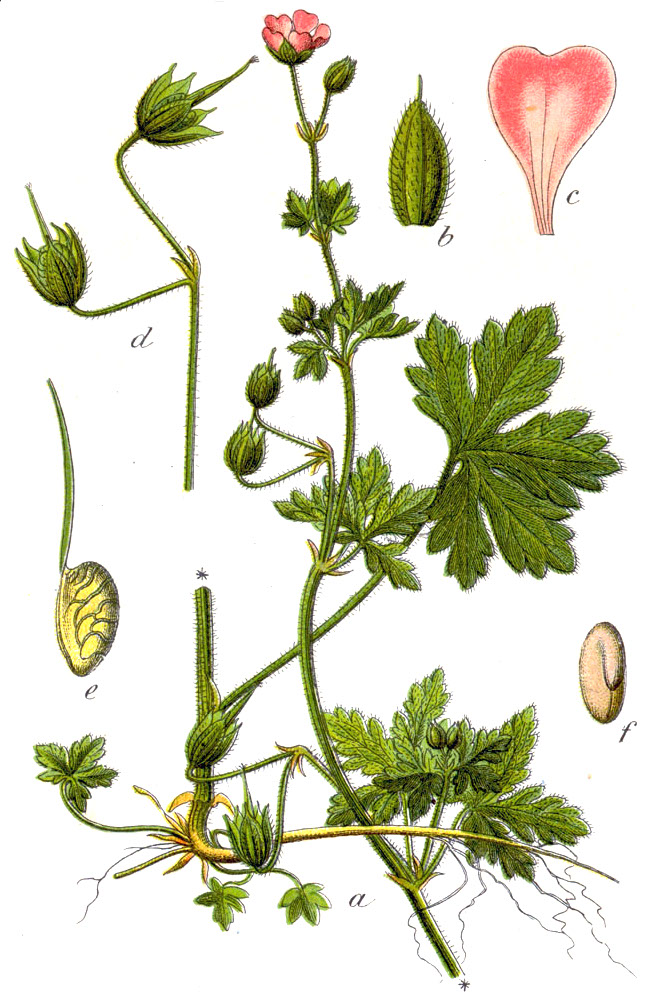

Однорічна трав'яниста рослина 15–60 см заввишки. Стебла зазвичай розпростерті, разом з черешками листків коротко залозисто-волосисті, крім того, з більш довгими відстовбурченими простими волосками. Листки чергуються; листова пластинка 2.5–7 см. Квітконіжки при плодах відігнуті донизу. Чашолистки з коротким кінцевим остюком, волосисті, особливо по жилах. Пелюстки рожеві, 6–7 мм завдовжки. Стулки плодів поперечно-зморшкуваті, коротко шерстисто запушені, носик тонкий, шероховато-щетинистий. 2n = 28.

## Поширення
Вид поширений у більшій частині Європи (Швеція, Австрія, Чехія, Німеччина, Угорщина, Польща, Словаччина, Швейцарія, Молдова, Росія, Україна (включаючи Крим), Албанія, Болгарія, Хорватія, Греція, Італія, Румунія, Сербія, Франція, Іспанія), зх. і пд.-зх. Азії (Афганістан, Іран, Ірак, Туреччина, Вірменія, Азербайджан, Грузія, Алтай — Росія, Казахстан, Киргизстан, Таджикистан, Туркменістан, Узбекистан, Сіньцзян — Китай, Гімалаї Індії).
В Україні зростає в лісах, по чагарниках, на кам'янистих і гранітних скелях — майже на всій території.